# Fosco Maraini
Pour les articles homonymes, voir Maraini.
Fosco Maraini, né à Florence, le 15 novembre 1912 et mort le 8 juin 2004 dans la même ville, est un ethnologue, orientaliste, alpiniste et écrivain italien.
Dacia Maraini, l'une de ses filles, est une écrivaine.

## Biographie

### Premiers voyages
Fosco Maraini est le fils du sculpteur Antonio Maraini (it) et de l’écrivain Yoï Crosse (it).
Poussé par une immense curiosité pour l'Orient, il embarque en 1934 comme professeur d’anglais sur l’Amerigo Vespucci, navire école de la marine italienne. Il découvre l’Égypte, le Liban, la Syrie et la Turquie. En 1937, diplômé en sciences naturelles et anthropologie à l’université de Florence, il rejoint l’équipe de l’orientaliste Giuseppe Tucci et part au Tibet. Il se consacrera désormais à l’ethnologie et à l’étude des cultures orientales.

### À la rencontre des peuples d’Orient
Juste avant la Seconde Guerre mondiale, il s’installe au Japon pour enseigner l’anglais à l’Université de Kyōto. Mais le 11 septembre 1943, il s’oppose à l’injonction de regagner l’Italie pour rejoindre la République de Salò, ultime avatar du régime fasciste. Il est alors interné avec toute sa famille dans un camp d’internement à Nagoya.
Quand la guerre prend fin il revient en Italie, puis repart vers ses destinations de prédilection : Tibet, Japon, Corée...
Il enseigne le japonais à l’université de Florence. Il est considéré comme l’un des plus grands experts de la culture aïnoue, peuple du nord du Japon. Il est également connu pour ses photos des ama, réunies dans l'ouvrage Hekura, The Diving Girl’s Island.

### Alpinisme

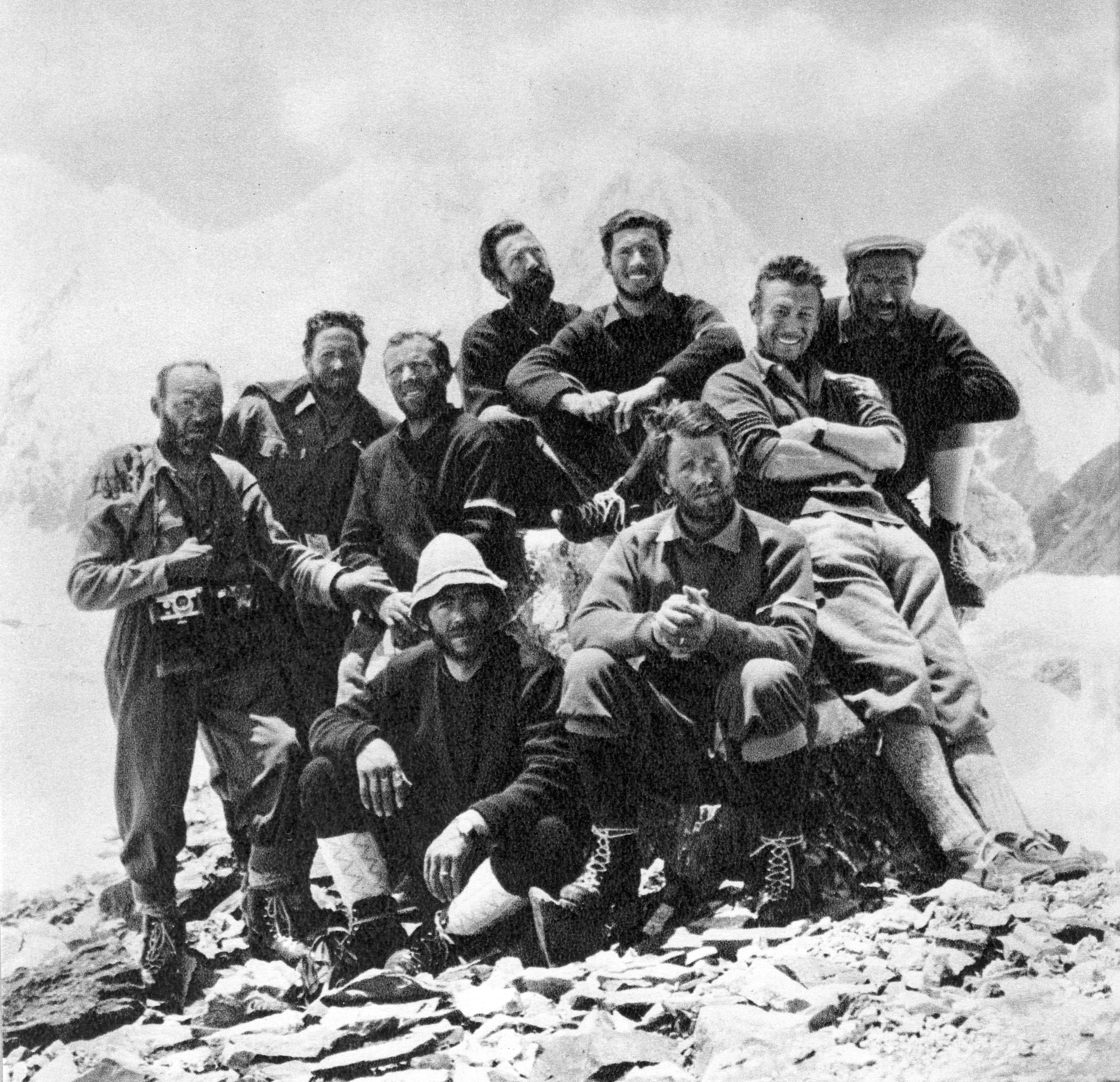
Les membres de l'expédition de 1958 dans le Gasherbrum IV. Fosco Maraini est le premier debout penché à droite.

En 1950, Fosco Maraini est engagé comme conseiller technique en volcanologie pour le film de William Dieterle « Vulcano », avec Anna Magnani dans le rôle principal. En 1958, alpiniste accompli, il est invité par le Club alpin italien à participer à l’ascension du Gasherbrum IV (7 980 m) dans le massif du Karakoram.

## Œuvres
Il est l’auteur de nombreuses photographies prises en Asie centrale, au Japon et au Tibet, ainsi que dans les massifs du Karakoram et de l’Hindou Kouch. Sa production photographique fera l’objet de nombreuses expositions en Europe et au Japon.
Il est l’auteur d’ouvrages ethnologiques, ainsi que d’œuvres littéraires (romans et poésie).
- Tibet Secret (Segreto Tibet), préface de Bernard Berenson, traduction de Juliette Bertrand (ouvrage orné de 68 héliogravures d’après les photographies de l’auteur), Arthaud, Grenoble, 1954 (ouvrage paru en 1952)
- Japon (Ore giapponesi), traduction de Angélique Lévi (ouvrage orné de 76 photographies de l’auteur), Arthaud, Paris, 1959.
- Le Nuvolaire. Principes de nubignose, Florence 1956, Rome 1995, traduction de Alain Adaken, Clémence Hiver éditeur, Sauve (Gard) 1999  (ISBN 2-905471-44-1)
- (it) Gli ultimi pagani [appunti di viaggio di un etnologo poeta], Red ed., Como, 1997, 230 p. (concerne les Nouristani).